# Parque nacional Manantiales de Fuyot
El Parque nacional Manantiales de Fuyot es un área protegida de las Filipinas situada en las laderas de las montañas del Barangay Santa Victoria, en Ilagan, Isabela 405 kilómetros al noreste de la ciudad capital de Manila. El parque, también llamado el Santuario de Isabela, posee 819 hectáreas de superficie y se extiende hasta el cercano municipio de Tumauini en el valle de Cagayán. Fue establecido en 1938 por la Proclamación N º 327.